# Herstedøsters sogn
Herstedøsters sogn (danska: Herstedøster Sogn) är en församling i Glostrups kontrakt (provsti) i Helsingörs stift i Danmark. Församlingen ligger i Albertslunds kommun i Region Hovedstaden. Den hörde före kommunreformen 2007 till Albertslunds kommun i Köpenhamns amt, och före kommunreformen 1970 till Smørums härad i Köpenhamns amt.
Den 1 januari 2012 hade församlingen 9 307 invånare, varav 6 272 (67,39 procent) var medlemmar i Danska folkkyrkan.

## Kyrkobyggnader
- Herstedøsters kyrka